# Назарово (Новосибирская область)
Наза́рово — село в Куйбышевском районе Новосибирской области. Входит в состав Новоичинского сельсовета.

## География
Площадь села — 29 гектаров.

## Население
| 2002 | 2007 | 2010 |
| ---- | ---- | ---- |
| 107  | ↘98  | ↘66  |

## Инфраструктура
В селе по данным на 2007 год отсутствует социальная инфраструктура.